# Macroscelesaurus
Macroscelesaurus — вимерлий рід тероцефалій терапсид з пізньої пермі в ПАР. Типовий вид Macroscelesaurus janseni був названий Сідні Х. Готоном у 1918 році на основі зразка з зони скупчення Cistecephalus. Це один із небагатьох тероцефалів, відомих за посткраніальними останками.
Macroscelesaurus зараз класифікується як тероцефалія Baurioidea, хоча його точне місце розташування неясне.